# Wuestneiopsis
Wuestneiopsis — рід грибів. Назва вперше опублікована 1990 року.

## Класифікація
До роду Wuestneiopsis відносять 2 види:
- Wuestneiopsis georgiana
- Wuestneiopsis quercifolia